# Nebeski meridijan
Nebeski meridijan jedna je od satnih kružnica, a ujedno i vertikalna kružnica na nebeskoj sferi, koja prolazi kroz sjevernu i južnu točku obzora (horizonta), te kroz zenit i nadir promatrača. Nebeski polovi dijele nebeski meridijan na dvije polovice (nebeski ekvatorski koordinatni sustav).

## Osnove orijentacije na nebeskoj sferi
Astronomija je vezana za orijentaciju u prostoru, a ona se sastoji u tome da gledajući u nebo, i prelazeći pogledom s jednog nebeskog tijela na drugo, mi povezujemo smjerove u kojima vidimo tijelo. Položaj tijela projiciramo na plohu jedne kugle, koju nazivamo nebeskom sferom. Zbog velikih daljina nebeskih tijela, možemo zamisliti da je i nebeska sfera na velikoj daljini. Bliski predmeti, kao što su avion ili umjetni satelit, na nebeskoj će sferi brzo mijenjati međusobni položaj, a mnogo udaljenije zvijezde, iako se i one ustvari gibaju, duže će zadržavati prividno jednak projicirani razmještaj. Dakle, položaj tijela određuje se smjerovima i kutovima između njih.
Za zapis položaja na nebeskoj sferi služe sferne koordinate, slično kao što za utvrđivanje položaja na površini Zemlje služe zemljopisne koordinate. Važne točke na globusu jesu polovi, točke kroz koje prolazi Zemljina os vrtnje. Veoma važno svojstvo, smjer vrtnje, ne možemo odrediti drukčije nego na osnovi iskustva. Kažemo da se Zemlja okreće kao desni vijak koji napreduje od Južnog pola prema Sjevernom polu. Smjer se može odrediti i s obzirom na način gibanja satne kazaljke. Gledajući na Sjeverni pol Zemlje, ona se vrti u smjeru suprotnom od kazaljke na satu. Pomoću meridijana odbrojavaju se zemljopisne dužine; računaju se kao istočne ili kao zapadne, od 0° do 180°. Početni meridijan je onaj koji, po dogovoru, prolazi zvjezdarnicom u Greenwichu, predgrađu Londona. Okomito na meridijane prolaze paralele (usporednice). Paralela najvećeg opsega je ekvator, a od njega se prema sjeveru i prema jugu odbrojavaju zemljopisne širine, kao sjeverne i južne, i to od 0° do 90°. Meridijana i paralela ima neizmjerno mnogo. 
U astronomiji se primjenjuje nekoliko koordinatnih sustava (nebeski koordinatni sustavi). Svaki od njih ima osnovni krug (kao što je Zemljin ekvator) i početnu polukružnicu (kao što je početni Greenwichski meridijan) od kojih se odbrojavaju koordinate. 

### Dnevno gibanje neba
Neposredan izgled pojava na nebu uvjetovan je Zemljinim gibanjima. Zemljina vrtnja uzrok je prividnom okretanju nebeske sfere i izmjene dana i noći. Svakako, nije svejedno okreće li se Zemlja ili nebeska sfera, sa svim zvijezdama i galaktikama. U posljednjem bi slučaju relativne brzine zvijezda morale nadmašiti brzinu svjetlosti, a nedostajale bi mnoge sitne pojave koje pružaju fizičke i astronomske dokaze gibanja Zemlje. Te pojave jesu: zakretanje ravnine njihanja (Foucaultovo njihalo), otklon na istok pri slobodnom padu, spljoštenost Zemlje, pojava dnevne paralakse, dnevna aberacija svjetlosti i još neke. Bez razumijevanja fizičke suštine, a to znači ne znajući za ograničenu veličinu Zemlje i njezina gibanja, neposredno vidljive promjene na nebu nisu jednostavno protumačive. Zato je i trebalo mnogo vremena dok se čovjek nije izdignuo iznad neposredno danog. 

### Nebeska os, nebeski ekvator i nebeski meridijan
Vidljiv predio neba ovisi o položaju promatrača i o trenutku promatranja. Svaki promatrač na Zemlji stoji na vodoravnoj ravnini, a pravac sile teže, vertikala, okomit je na tu ravninu. Smjer vertikale pokazuje slobodno obješen, miran visak. Produži li se vertikala prema nebeskoj sferi, probost će je u točki koja ovisi o zemljopisnom položaju i o trenutku dana, jer se Zemlja okreće. Zbog Zemljina okretanja vertikala opisuje stožac oko produžene Zemljine osi ili nebeske osi. Nebeska os probada nebesku sferu u sjevernom i južnom nebeskom polu. Nebeska os je zamišljeni pravac identičan sa Zemljinom osi rotacije i probada nebesku sferu u sjevernom i južnom nebeskom polu. U točki sjevernog nebeskog pola se približno nalazi zvijezda Sjevernjača. Oko nebeske osi se prividno okreće nebeska sfera (prividno okretanje nastaje zbog rotacije Zemlje). Sva nebeska tijela prividno se okreću oko nebeske osi. Ravnina Zemljina ekvatora, protegnuta do nebeske sfere, isijeca na njoj kružnicu ili nebeski ekvator. Nebeski ekvator je projekcija Zemljinog ekvatora na nebesku sferu. Ravnina kojoj pripada nebeski ekvator okomita je na nebesku os. Ravnina meridijana na kojemu se promatrač nalazi presijeca nebesku sferu uzduž velike kružnice ili nebeskog meridijana. Nebeski meridijan je zamišljena velika kružnica na nebeskoj sferi koja prolazi sjevernim i južnim nebeskim polom i sadrži projekciju nebeskog tijela čiji meridijan promatramo. Meridijan promatrača prolazi nebeskim polovima, te sadrži zenit i nadir promatrača. Kako promatrač subjektivno ne osjeća Zemljinu vrtnju, činit će mu se da se nebeska sfera okreće oko Zemljine osi, i to u suprotnom smjeru.

### Obzor, zenit i nadir
Vodoravna ravnina na kojoj se promatrač nalazi je ravnina obzora ili horizonta, a kružnica koju ona isijeca na nebeskoj sferi je obzor ili horizont. Obzor je velika kružnica nebeske sfere, nastaje presjekom ravnine koja prolazi stajalištem promatrača s nebeskom sferom i okomita je na pravac zenit-nadir. Vidljivi horizont (na otvorenim površinama kao more) zbog zakrivljenosti Zemljine površine nalazi se ispod astronomskog horizonta (tome je uzrok i nadmorska visina te refrakcija Zemljine atmosfere). Točke u kojima okomica ili vertikala probada nebesku sferu jesu zenit i nadir. Zenit je točka na nebeskoj sferi koja se nalazi direktno iznad promatrača. Nadir je točka na nebeskoj sferi suprotno od zenita (ispod promatrača). Na arapskom znači suprotan, nasuprot. Zvijezde obilaze oko nebeske osi po kružnicama koje su nazvane dnevne kružnice. Neke zvijezde, one koje su blize sjevernom nebeskom polu, stalno su iznad obzora (cirkumpolarna zviježđa). Neke zvijezde izlaze iznad obzora i zalaze pod obzor.
Kao istočna točka obzora (E)  i kao zapadna točka obzora (W) zadaje se presjecište nebeskog ekvatora s obzorom. Nebeski meridijan prolazi kroz zenit, sjeverni i južni nebeski pol. Presjecište meridijana i obzora bliže sjevernom nebeskom polu je sjeverna točka obzora (N), a njoj nasuprot, južna točka obzora (S). Četiri glavne točke obzora (N, S, W i E) određene su prividnim dnevnim gibanjem neba i razlikovanjem polova, a razmaknute su na obzoru za pravi kut. Zvijezde izlaze na istočnoj strani obzora, podižu se do nebeskog meridijana, gdje dostižu najveću visinu ili kaže se da prolaze kroz gornju kulminaciju. Nastavljajući kruženje, zalaze na zapadnoj strani obzora. Nakon toga će zvijezde proći i kroz najniži položaj ili donju kulminaciju. Iznad obzora zvijezde se premještaju od istočne strane prema zapadnoj. Cirkumpolarne zvijezde nikada ne zalaze, a anticirkumpolarne nikada ne izlaze. Sve zvijezde, promatrane na svim zemljopisnim širinama, bez obzira na to jesu li cirkumpolarne ili nisu, prolaze kroz gornju kulminaciju u onoj polovici meridijana (meridijan je raspolovljen sjevernim i južnim nebeskim polom) koja sadrži zenit; kroz donju kulminaciju zvijezda će proći u onoj polovici meridijana koja sadrži nadir. Dijelovi dnevnih kružnica iznad obzora jesu dnevni lukovi. Zvijezda koja se nalazi na dnevnoj kružnici sjevernije od nebeskog ekvatora izlazi između sjeverne (N) i istočne (E) točke obzora, a zalazi između sjeverne i zapadne (W) točke obzora. Južnije od linije istok-zapad izlaze i zalaze one zvijezde koje su smještene južnije od nebeskog ekvatora.